# Корриентес (река)
Коррие́нтес (исп. Río Corrientes, Río Corriente) — река на северо-востоке Аргентины, левый приток Параны. Течёт по территории провинции Корриентес. Площадь бассейна составляет более 20000 км². Длина реки — 400 км.
Начинается в крупном болотном массиве Ибера глубиной 1-3 метра. Течёт с северо-востока на юго-запад провинции Корриентес и впадает в реку Парана возле города Эскина. В бассейне реки имеется 7 крупных озёр, наибольшее из которых — Луна (78 км²). Среднегодовой расход воды на станции Лос-Лаурелес — 332,5 м³/с. Климат — субтропический, средняя тампература — 21 °С. В год выпадает 1400—1900 мм осадков.